# Marcelle Lalou
Marcelle Lalou (1890-1967) was een Frans tibetoloog.
Lalou's grootste werk in de tibetologie was de catalogisering van de gehele collectie van oude Tibetaanse manuscripten van Dunhuang van Paul Pelliot in de Bibliothèque nationale de France. Ook schreef hij artikelen over verschillende aspecten van het oude Tibet en publiceerde hij een handboek Tibetaans. Tot zijn meest in het oog springende studenten behoorden Rolf Stein en Jan Willem de Jong. 

## Werk
- 1927 "La version tibétain de Ratnakûţa," Journal Asiatique
- 1931 Catalogue du Fonds Tibétain de la Bibliothèque Nationale. Quatrième Partie, I. Les mDo-maṅ, Librairie Orientaliste Paul Geuthner, Parijs
- 1936 Mañjuśrīmūlakalpa et Tārāmūlakalpa, Harvard Journal of Asiatic Studies 1.3/4: 327-349.
- 1936 "L'histoire de Rāma en Tibétain," Journal Asiatique: 560-562.
- 1939 Document tibétain sur l’expansion du dhyāna chinois," Journal Asiatique 231: 505-23
- 1939-1961 Inventaire des manuscrits tibétains de Touen-houang: conservés à la bibliothèque nationale (Fonds Pelliot tibétain), 3 delen., Librairie d'Amérique et d'Orient, A. Maisonneuve, Parijs.
- 1940 "Tun-huang Tibetan documents on a Dharmadāna," The Indian Historical Quartely, deel 16, 292-298.
- 1949 "Les chemins du mort dans les croyances de Haute-Asie," Revue de l'histoire des religions, januari-maart 1949: 42-48.
- 1950 Manuel élémentaire de tibétain classique (méthode empirique),: Adrien Maisonneuve, Parijs.
- 1952 "Rituel bon-po des funérailles royales", Journal Asiatique 240: 339-361.
- 1953 "Tibétain ancien bod / bon", Journal Asiatique 241: 275-276.
- 1953 "Les textes bouddhiques au temps du roi khri-sron lde-bcan: contribution à la bibliographie du kanjur et du tanjur. Journal Asiatique, p. 313-353.
- 1955 "Rètrospective: L'oeuvre de Louis de La Vallée Poussin," Bibliographie bouddhique 23a: 1-37.
- 1955 "Revendications des fonctionnaires du grand Tibet au VIIIe siècle," Journal Asiatique 243: 171-212.
- 1958 "Fiefs, poisoins et guérisseurs," Journal Asiatique, 246: 157-201.
- 1965 "Catalogue des principautés du Tibet ancien," Journal Asiatique 253: 189-215.